# 阿尔达班一世
阿尔达班一世（“阿尔达班”或译阿尔达万、阿尔达旺、阿尔德旺等，Ardawān；又称阿尔塔巴诺斯、阿尔塔巴努斯、阿尔塔巴纳斯，Artábanos）是伊朗古代安息帝国（帕提亚）阿萨息斯王朝（阿什康尼王朝）第七位国王，旧时的学界曾经错误地将他称为阿尔达班“二世”。他是安息王弗里阿帕提烏斯之子、米特拉达梯一世之弟、弗拉特斯二世之叔，他在位的时间大概从公元前127年到前124年或前123年。他在与帝国东方的大月氏作战中阵亡，其短暂的统治突然终结，其子米特拉达梯二世继承王位。

## 名諱
在安息语和中古波斯语中，“阿尔达班”或译“阿尔达万”、“阿尔达旺”、“阿尔德旺”（𐭍𐭐𐭕𐭓，Ardawān）其在拉丁语称“阿尔塔巴努斯”（拉丁語：Artabanus），是古希腊语“阿尔塔巴诺斯”（Ἁρτάβανος，Artábanos）的拉丁化转写形式。该名字来源于古波斯语“阿尔塔-巴努”（*Arta-bānu），意为阿尔塔的荣光。

## 生平
阿尔达班一世是安息帝国第三位国王弗里阿帕提烏斯之子，弗拉特斯一世与米特拉达梯一世之弟。在公元前127年，他继承了侄儿弗拉特斯二世的王位。阿尔达班一世登基时年纪一定比较大，因为他的父王弗里阿帕提烏斯于公元前176年就驾崩了。从公元前2世纪早期开始，安息人开始在他们的王朝意识形态中添加明显的标志，以强调他们与古代伊朗阿契美尼德帝国遗产的联系。添加这些迹象的例子包括一个虚构的宣称，即第一位安息王阿尔沙克一世（公元前247-217年在位）是阿契美尼德王朝皇帝（王中之王）阿尔塔薛西斯二世（公元前404-358年在位）的后裔。阿契美尼德诸王的头衔也由安息诸王继承，比如阿尔达班一世的兄长、第五位安息王米特拉达梯一世（公元前171年至132年）是第一位采用阿契美尼德王朝皇帝“王中之王”头衔的安息帝国统治者。
然而，阿尔达班一世和他的前任弗拉特斯二世一样，没有使用“王中之王”头衔，而是使用了“伟大的王”头衔。与其他安息王一样，他在自己的硬币上使用了“阿尔沙克”的头衔，这是安息帝国开国君主阿尔沙克一世（公元前247-217年在位）的名字，出于对其成就的钦佩，这一称号已经成为安息帝国诸王的一种皇家尊号。此外，他还使用了“爱希腊者”（或译“希腊人之友”）这一称号，这是阿尔达班一世之兄米特拉达梯一世统治期间引入的，作为与帝国治下的希腊化各族臣民保持友好关系政策的一部分。不过，早期的安息帝国诸王在硬币上被描绘成穿着希腊化服装的模样，这种情况在阿尔达班一世统治时期发生了变化，他穿着帕提亚裤装，这是安息（帕提亚）帝国统治下伊朗本土文化持续复兴的见证。和他的两位前任米特拉达梯一世和法尔哈特二世一样，阿尔达班一世戴着希腊化的带状王冠，而他的长胡子代表着伊朗或近东的传统习俗。
阿尔达班一世短暂的统治时期是安息帝国的中衰时期。他的侄儿、前任安息王弗拉特斯二世在帝国东部与入侵的游牧民族战斗中阵亡，弗拉特斯二世将其父王米特拉达梯一世（大帝）开创的新兴大帝国推向了崩溃的边缘，好在此时米特拉达梯一世在位时确立的元老会议制度发挥了作用。元老会议原本在决定是否开战和任免军事领袖的问题上发挥重要作用，而米特拉达梯一世将其作用改为在主政者空缺时决定帝国事务。由于弗拉特斯二世阵亡时尚年轻，即使他有子嗣也不足以继位并控制帝国政局，所以元老会议选择它的叔父阿尔班达继位。
阿尔达班一世继位后也被迫与游牧民族塞迦（塞种人）和月氏（大月氏，也被称为吐火罗人）作战，据说他被迫向他们进贡。阿尔达班一世向塞种人纳贡是为了阻止帝国东部的游牧民族与希腊人（塞琉古帝国）结盟，他还承诺会定期纳贡，以换取他们不再进犯的保证。之前在美索不达米亚（两河流域）南部建立喀拉基尼王国的希斯鲍西尼斯利用安息帝国在东部的困难，宣布从宗主国安息的统治中独立出来。约公元前127年，希斯鲍西尼斯短暂地占领了巴比伦，而到了公元前125年或前124年，他控制了两河流域的部分地区，正如他铸造的硬币所示。巴比伦人后来为独立一事进行了道歉，虽然阿尔达班一世企图对包括巴比伦在内的帝国西部各省进行清算，但他最终选择留在东部对付游牧民族（月氏或吐火罗人），因为他认为东部比西部情况更危险。然而在公元前124年或前123年，就像他的前任弗拉特斯二世一样，阿尔达班一世在与东方月氏的战斗中阵亡，据说他的致命伤在手臂。阿尔达班一世死后，其子米特拉达梯二世继承了王位，米特拉达梯二世不仅最终处理了向安息帝国东部边界施压的游牧民族，而且还扩大了安息帝国在西方的权威。在米特拉达梯二世统治下，安息帝国成为了一个超级大国。

## 家族世系
| 藍色 |

| 黃色 |

| 綠色 |

|                           |                           |                           |                           | 弗里阿帕提斯 （）         |                           |  |  |                                         |                                         |                                         |                                         |                                         |                                         |  |  |                                   |                                   |                                   |                                   |                                   |                                   |  |  |  |  |  |  |  |  |  |  |  |  |  |  |  |  |  |  |
|                           |                           |                           |                           |                           |                           |  |  |                                         |                                         |                                         |                                         |                                         |                                         |  |  |                                   |                                   |                                   |                                   |                                   |                                   |  |  |  |  |  |  |  |  |  |  |  |  |  |  |  |  |  |  |
|                           |                           |                           |                           |                           |                           |  |  |                                         |                                         |                                         |                                         |                                         |                                         |  |  |                                   |                                   |                                   |                                   |                                   |                                   |  |  |  |  |  |  |  |  |  |  |  |  |  |  |  |  |  |  |
| 安息帝國國王 阿尔沙克一世 | 安息帝國國王 阿尔沙克一世 | 安息帝國國王 阿尔沙克一世 | 安息帝國國王 阿尔沙克一世 | 安息帝國國王 阿尔沙克一世 | 安息帝國國王 阿尔沙克一世 |  |  | 不明                                    | 不明                                    | 不明                                    | 不明                                    | 不明                                    | 不明                                    |  |  |                                   |                                   |                                   |                                   |                                   |                                   |  |  |  |  |  |  |  |  |  |  |  |  |  |  |  |  |  |  |
| 安息帝國國王 阿尔沙克一世 | 安息帝國國王 阿尔沙克一世 | 安息帝國國王 阿尔沙克一世 | 安息帝國國王 阿尔沙克一世 | 安息帝國國王 阿尔沙克一世 | 安息帝國國王 阿尔沙克一世 |  |  | 不明                                    | 不明                                    | 不明                                    | 不明                                    | 不明                                    | 不明                                    |  |  |                                   |                                   |                                   |                                   |                                   |                                   |  |  |  |  |  |  |  |  |  |  |  |  |  |  |  |  |  |  |
| 安息帝國國王 阿爾沙克二世 | 安息帝國國王 阿爾沙克二世 | 安息帝國國王 阿爾沙克二世 | 安息帝國國王 阿爾沙克二世 | 安息帝國國王 阿爾沙克二世 | 安息帝國國王 阿爾沙克二世 |  |  | 不明                                    | 不明                                    | 不明                                    | 不明                                    | 不明                                    | 不明                                    |  |  |                                   |                                   |                                   |                                   |                                   |                                   |  |  |  |  |  |  |  |  |  |  |  |  |  |  |  |  |  |  |
| 安息帝國國王 阿爾沙克二世 | 安息帝國國王 阿爾沙克二世 | 安息帝國國王 阿爾沙克二世 | 安息帝國國王 阿爾沙克二世 | 安息帝國國王 阿爾沙克二世 | 安息帝國國王 阿爾沙克二世 |  |  | 不明                                    | 不明                                    | 不明                                    | 不明                                    | 不明                                    | 不明                                    |  |  |                                   |                                   |                                   |                                   |                                   |                                   |  |  |  |  |  |  |  |  |  |  |  |  |  |  |  |  |  |  |
|                           |                           |                           |                           |                           |                           |  |  | 安息帝國國王 弗里阿帕 提烏斯            |                                         |                                         |                                         |                                         |                                         |  |  |                                   |                                   |                                   |                                   |                                   |                                   |  |  |  |  |  |  |  |  |  |  |  |  |  |  |  |  |  |  |
|                           |                           |                           |                           |                           |                           |  |  |                                         |                                         |                                         |                                         |                                         |                                         |  |  |                                   |                                   |                                   |                                   |                                   |                                   |  |  |  |  |  |  |  |  |  |  |  |  |  |  |  |  |  |  |
|                           |                           |                           |                           |                           |                           |  |  |                                         |                                         |                                         |                                         |                                         |                                         |  |  |                                   |                                   |                                   |                                   |                                   |                                   |  |  |  |  |  |  |  |  |  |  |  |  |  |  |  |  |  |  |
| 安息帝國國王 弗拉特斯一世 | 安息帝國國王 弗拉特斯一世 | 安息帝國國王 弗拉特斯一世 | 安息帝國國王 弗拉特斯一世 | 安息帝國國王 弗拉特斯一世 | 安息帝國國王 弗拉特斯一世 |  |  | 安息帝國 王中之王 米特里達梯 一世       | 安息帝國 王中之王 米特里達梯 一世       | 安息帝國 王中之王 米特里達梯 一世       | 安息帝國 王中之王 米特里達梯 一世       | 安息帝國 王中之王 米特里達梯 一世       | 安息帝國 王中之王 米特里達梯 一世       |  |  | 安息帝國國王 阿爾達班一世         | 安息帝國國王 阿爾達班一世         | 安息帝國國王 阿爾達班一世         | 安息帝國國王 阿爾達班一世         | 安息帝國國王 阿爾達班一世         | 安息帝國國王 阿爾達班一世         |  |  |  |  |  |  |  |  |  |  |  |  |  |  |  |  |  |  |
| 安息帝國國王 弗拉特斯一世 | 安息帝國國王 弗拉特斯一世 | 安息帝國國王 弗拉特斯一世 | 安息帝國國王 弗拉特斯一世 | 安息帝國國王 弗拉特斯一世 | 安息帝國國王 弗拉特斯一世 |  |  | 安息帝國 王中之王 米特里達梯 一世       | 安息帝國 王中之王 米特里達梯 一世       | 安息帝國 王中之王 米特里達梯 一世       | 安息帝國 王中之王 米特里達梯 一世       | 安息帝國 王中之王 米特里達梯 一世       | 安息帝國 王中之王 米特里達梯 一世       |  |  | 安息帝國國王 阿爾達班一世         | 安息帝國國王 阿爾達班一世         | 安息帝國國王 阿爾達班一世         | 安息帝國國王 阿爾達班一世         | 安息帝國國王 阿爾達班一世         | 安息帝國國王 阿爾達班一世         |  |  |  |  |  |  |  |  |  |  |  |  |  |  |  |  |  |  |
|                           |                           |                           |                           |                           |                           |  |  |                                         |                                         |                                         |                                         |                                         |                                         |  |  |                                   |                                   |                                   |                                   |                                   |                                   |  |  |  |  |  |  |  |  |  |  |  |  |  |  |  |  |  |  |
| 安息帝國公主 羅多古娜     | 安息帝國公主 羅多古娜     | 安息帝國公主 羅多古娜     | 安息帝國公主 羅多古娜     | 安息帝國公主 羅多古娜     | 安息帝國公主 羅多古娜     |  |  | 安息帝國國王 弗拉特斯二世               | 安息帝國國王 弗拉特斯二世               | 安息帝國國王 弗拉特斯二世               | 安息帝國國王 弗拉特斯二世               | 安息帝國國王 弗拉特斯二世               | 安息帝國國王 弗拉特斯二世               |  |  | 安息帝國 王中之王 米特里達梯 二世 | 安息帝國 王中之王 米特里達梯 二世 | 安息帝國 王中之王 米特里達梯 二世 | 安息帝國 王中之王 米特里達梯 二世 | 安息帝國 王中之王 米特里達梯 二世 | 安息帝國 王中之王 米特里達梯 二世 |  |  |  |  |  |  |  |  |  |  |  |  |  |  |  |  |  |  |
| 安息帝國公主 羅多古娜     | 安息帝國公主 羅多古娜     | 安息帝國公主 羅多古娜     | 安息帝國公主 羅多古娜     | 安息帝國公主 羅多古娜     | 安息帝國公主 羅多古娜     |  |  | 安息帝國國王 弗拉特斯二世               | 安息帝國國王 弗拉特斯二世               | 安息帝國國王 弗拉特斯二世               | 安息帝國國王 弗拉特斯二世               | 安息帝國國王 弗拉特斯二世               | 安息帝國國王 弗拉特斯二世               |  |  | 安息帝國 王中之王 米特里達梯 二世 | 安息帝國 王中之王 米特里達梯 二世 | 安息帝國 王中之王 米特里達梯 二世 | 安息帝國 王中之王 米特里達梯 二世 | 安息帝國 王中之王 米特里達梯 二世 | 安息帝國 王中之王 米特里達梯 二世 |  |  |  |  |  |  |  |  |  |  |  |  |  |  |  |  |  |  |
|                           |                           |                           |                           |                           |                           |  |  |                                         |                                         |                                         |                                         |                                         |                                         |  |  |                                   |                                   |                                   |                                   |                                   |                                   |  |  |  |  |  |  |  |  |  |  |  |  |  |  |  |  |  |  |
|                           |                           |                           |                           |                           |                           |  |  | 安息帝國國王 （爭位者） 米特里達梯 三世 | 安息帝國國王 （爭位者） 米特里達梯 三世 | 安息帝國國王 （爭位者） 米特里達梯 三世 | 安息帝國國王 （爭位者） 米特里達梯 三世 | 安息帝國國王 （爭位者） 米特里達梯 三世 | 安息帝國國王 （爭位者） 米特里達梯 三世 |  |  | 安息帝國國王 古达尔兹一世         | 安息帝國國王 古达尔兹一世         | 安息帝國國王 古达尔兹一世         | 安息帝國國王 古达尔兹一世         | 安息帝國國王 古达尔兹一世         | 安息帝國國王 古达尔兹一世         |  |  |  |  |  |  |  |  |  |  |  |  |  |  |  |  |  |  |
|                           |                           |                           |                           |                           |                           |  |  | 安息帝國國王 （爭位者） 米特里達梯 三世 | 安息帝國國王 （爭位者） 米特里達梯 三世 | 安息帝國國王 （爭位者） 米特里達梯 三世 | 安息帝國國王 （爭位者） 米特里達梯 三世 | 安息帝國國王 （爭位者） 米特里達梯 三世 | 安息帝國國王 （爭位者） 米特里達梯 三世 |  |  | 安息帝國國王 古达尔兹一世         | 安息帝國國王 古达尔兹一世         | 安息帝國國王 古达尔兹一世         | 安息帝國國王 古达尔兹一世         | 安息帝國國王 古达尔兹一世         | 安息帝國國王 古达尔兹一世         |  |  |  |  |  |  |  |  |  |  |  |  |  |  |  |  |  |  |
|                           |                           |                           |                           |                           |                           |  |  |                                         |                                         |                                         |                                         |                                         |                                         |  |  | 安息帝國國王 奧羅德斯一世         |                                   |                                   |                                   |                                   |                                   |  |  |  |  |  |  |  |  |  |  |  |  |  |  |  |  |  |  |

## 主要参考文献

### 古代文献
- Justinus. . . Watson, John Selby (Translation). London. 1853  [2020-08-13]. （原始内容存档于2021-02-12） （英语）.

### 现代文献
- Curtis, Vesta Sarkhosh, , Curtis, Vesta Sarkhosh and Sarah Stewart  (编),  2, London & New York: I.B. Tauris & Co Ltd.（英语：I.B. Tauris）, in association with the London Middle East Institute at SOAS and the British Museum: 7–25, 2007, ISBN 978-1-84511-406-0 （英语）.
- Dandamayev, M. A. . : 646–647. 1986  [2020-08-10]. （原始内容存档于2020-11-26） （英语）. |article=和|title=只需其一 (帮助)
- Daryaee（波斯語：تورج دریایی）, Touraj. . Oxford University Press. 2012: 1–432  [2019-02-17]. ISBN 0-19-987575-8. （原始内容存档于2019-01-01） （英语）.
- Frye, Richard Nelson. . C.H. Beck（英语：C.H. Beck）. 1984: 1–411. ISBN 9783406093975 （英语）. false.
- Kia, Mehrdad. . ABC-Clio（英语：ABC-Clio）. 2016  [2020-08-10]. ISBN 978-1610693912. （原始内容存档于2020-07-14） （英语）.
- Schippmann, K. . : 647–650. 1986a  [2020-08-10]. （原始内容存档于2014-03-07） （英语）. |article=和|title=只需其一 (帮助)
- Schippmann, K. . : 525–536. 1986b  [2020-08-10]. （原始内容存档于2020-02-02） （英语）. |article=和|title=只需其一 (帮助)
- Shayegan, M. Rahim. . Cambridge University Press. 2011: 1–539  [2020-08-10]. ISBN 9780521766418. （原始内容存档于2020-12-16） （英语）.
- 扎林库伯（波斯語：عبدالحسین زرین‌کوب）, 阿卜杜·侯赛因. . 由张鸿年翻译. 上海: 复旦大学出版社. 2011年: 第264–279页. ISBN 978-7-309-08181-7 （中文（中国大陆））.
- 菲尔多西.  第4卷. 由张鸿年、宋丕芳翻译. 长沙: 湖南文艺出版社. 2001年: 第496–498页. ISBN 7-5404-2346-3 （中文（中国大陆））.
- 元文琪. . 《国外文学》. 1988年, (第4期): 第197–205页. ISSN 1002-5014. （原始内容存档于2020-12-16） （中文（中国大陆））.
- 杨巨平. . 《中国社会科学》. 2013年, (第11期): 第180–203页. ISSN 1002-4921. （原始内容存档于2020-12-16） （中文（中国大陆））.

| 阿尔达班一世 阿什康尼王朝逝世於：约公元前124年 | 阿尔达班一世 阿什康尼王朝逝世於：约公元前124年 | 阿尔达班一世 阿什康尼王朝逝世於：约公元前124年 |
| ---------------------------------------------- | ---------------------------------------------- | ---------------------------------------------- |
| 前任者： 弗拉特斯二世                          | 安息帝国君主 约前127–124/3年                   | 繼任者： 米特拉达梯二世                        |